# Combinação (gramática)
Combinação, em gramática, é a junção de duas palavras em uma, sem perda de fonema. No português é comum ocorrer entre preposições e palavras de outras classes gramaticais. Diferencia-se da contração por não perder fonema.
Exemplo de combinação: "Vou ao parque" - ao é a combinação da preposição a com o artigo o.

## Lista de combinações
- a + o = ao
- a + os = aos
- a + onde = aonde
- a + diante = adiante

Exemplo: "Aonde foram?"